# Jeanne Córdova
Jeanne Córdova, née le 18 juillet 1948 et morte le 10 janvier 2016, est une journaliste et militante des droits des femmes et des personnes LGBT américaine. Durant les années 1970, elle fait partie de la section californienne des Daughters of Bilitis, première association lesbienne des États-Unis. Elle y devient rédactrice en chef du magazine The Lesbian Tide. Tout le long de sa carrière, elle œuvre pour la visibilité des lesbiennes, elle est présidente de plusieurs organisations nationales et engagée politique du côté du Parti démocrate.
Ses mémoires sont publiés sous le titre When We Were Outlaws: A Memoir of Love & Revolution, en 2011. L'ouvrage, très remarqué, reçoit plusieurs récompenses dont un prix Lambda Literary, en 2012.

## Biographie

### Jeunesse et formation
Jeanne Córdova naît à Bremerhaven, en Allemagne, en 1948, parmi une famille de douze enfants nés d'un père mexicain et d'une mère irlandaise. Elle fréquente l'école secondaire Bishop Amat à La Puente, en Californie, puis poursuit ses études à l'Université d'État de Californie et à l'Université de Californie (UCLA), où elle obtient un baccalauréat en protection sociale. Elle entre ensuite dans un couvent, Immaculate Heart of Mary, qu'elle quitte en 1968. Elle effectue ensuite un stage dans les communautés afro-américaine et latino de Watts et East Los Angeles. Elle obtient une maîtrise de travailleuse sociale à l'UCLA en 1972.

### Carrière
Jeanne Córdova commence sa carrière militante en tant que présidente de la section locale de Los Angeles des Daughters of Bilitis, organisation nationale de défense des droits des lesbiennes. Au cours de sa présidence, en 1971, l'association ouvre le premier centre lesbien de Los Angeles. Sous son impulsion naît aussi le bulletin d'information du collectif, intitulé d'abord LA DOB Newsletter, puis après des désaccords dans le groupe, la publication se transforme en The Lesbian Tide. Jeanne Córdova en devient la rédactrice en chef et l'éditrice. La publication est considérée comme « le journal de référence pour la décennie féministe lesbienne » et classée comme parmi les meilleures, selon les critères journalistiques.
Dans les années 1970, Jeanne Córdova est l'une des principales organisatrices de quatre conférences lesbiennes, dont la première conférence des lesbiennes de la côte ouest à la Metropolitan Community Church, en 1971 et la première conférence nationale des lesbiennes à l'Université de Californie à Los Angeles, en 1973. Elle siège également au conseil d'administration du Los Angeles Gay Community Services Center et occupe le poste de rédactrice en chef chargée des droits humains de l'hebdomadaire progressiste Los Angeles Free Press (1973-1976).En 1977, Jeanne Córdova est élue déléguée à la première Conférence nationale des femmes pour l'Année internationale des femmes à Houston, elle y joue un rôle important de défense des lesbiennes. Elle devient, en 1978, directrice des médias du sud de la Californie de la campagne contre la proposition 6, aussi connue sous le nom d'Initiative Briggs, qui visait à interdire les carrières de l'enseignement aux personnes LGBT. Cette même année, elle est élue présidente de la première convention de la National Lesbian Feminist Organization et présidente du Stonewall Democratic Club, poste qu'elle occupe de 1979 à 1981.
Dans les années 1980, Jeanne Córdova œuvre à fonder le Caucus gay et lesbien du Parti démocrate, elle est l'une des trente déléguées ouvertement lesbiennes à la Convention nationale démocrate de 1980 à New York. En tant que journaliste, elle est aussi fondatrice de la Los Angeles Gay and Lesbian Press Association et membre fondatrice du conseil d'administration du centre communautaire lesbien de Los Angeles Connexxus Women's Center/Centro de Mujeres, de 1984 à 1988.
Au cours des années 1980 et 1990, Jeanne Córdova lance la publication des Community Yellow Pages, le premier et plus grand répertoire d'entreprises LGBT du pays (1981-1999) ; le New Age Telephone Book (1987-1992) et Square Peg Magazine (1992-1994), couvrant la culture et la littérature queer. En 1995, elle prend la présidence du conseil d'administration de ONE National Gay & Lesbian Archives et co-fonde la Lesbian Legacy Collection avec Yolanda Retter.
En 1999, Jeanne Córdova vend les Community Yellow Pages et part vivre à Isla Todos Santos au Mexique. Avec sa compagne, Lynn Harris Ballen, elle co-fonde une organisation à but non lucratif pour la justice économique, The Palapa Society of Todos Santos et Jeanne Córdova en est la première présidente jusqu'en 2007.
De retour à Los Angeles, en 2009, le couple lance LEX – The Lesbian Exploratorium qui parraine l'exposition d'art et d'histoire Genderplay in Lesbian Culture et crée le Lesbian Legacy Wall au sein de ONE National Gay & Lesbian Archives. Jeanne Córdova organise ensuite la conférence Butch Voices à Los Angeles en 2010.
En 2011, Jeanne Córdova publie ses mémoires sous le titre When We Were Outlaws; A Memoir of Love & Revolution.

### Fin de vie
Quelques mois avant sa mort, en septembre 2015, Jeanne Córdova écrit « A Letter About Dying, to My Lesbian Communities », une missive d'adieu publiée dans plusieurs magazines lesbiens. Elle y informe la communauté LGBT de son cancer du cerveau métastatique en phase terminale et fait un don de 2 millions de dollars à la Fondation lesbienne Astraea pour la justice, qui crée le Fonds Jeanne R. Cordova. Elle meurt le 10 janvier 2016, à l'âge de 67 ans, de la maladie à son domicile de Los Angeles, en Californie. Une nécrologie paraît dans le Los Angeles Times et un hommage lui est consacré dans Last Word, l'émission nécrologique hebdomadaire de BBC Radio 4 en janvier 2016.

### Vie privée
Jeanne Córdova a entretenu une relation avec Lynn Harris Ballen, un journaliste de radio féministe. Elles ont vécu dans les collines d'Hollywood, en Californie et à Todos Santos, au Mexique. Ensemble, elles ont créé divers projets dont Square Peg Magazine et des événements culturels, tels que des expositions.

## Archives
Des archives et enregistrements des projets militants de Jeanne Córdova, y compris les enregistrements de The Lesbian Tide, sont conservés au ONE National Gay & Lesbian de l'Université de Californie du Sud. La collection comprenant aussi une vaste collection de photographies, est entièrement disponible pour les chercheurs. The Online Archive of California (un projet de la California Digital Library) donne la possibilité de faire des recherches parmi les documents.

## Écrits

### Ouvrages
- Jeanne Córdova, Sexism--it's a Nasty Affair, New Way Books, 1974 (lire en ligne)
- Jeanne Córdova, Kicking the habit : a lesbian nun story : an autobiographical novel, Multiple Dimensions, 1990 (ISBN 0-9625080-0-4 et 978-0-9625080-0-4, OCLC 21152485)
- Jeanne Córdova, When we were outlaws : a memoir of love & revolution, Spinsters Ink Books, 2011 (ISBN 978-1-935226-51-2 et 1-935226-51-7, OCLC 712116600)

### Articles et chapitres d'ouvrages
- « Anita Bryant's Anti-Gay Crusade » dans Adrian Brooks, The right side of history : 100 years of LGBTQI activism, 2015 (ISBN 978-1-62778-123-7 et 1-62778-123-4, OCLC 911518241)
- « Marriage Throws A Monkey Wrench » dans Carter Sickels, Untangling the knot : queer voices on marriage, relationships & identity, 2015 (ISBN 978-1-932010-75-6 et 1-932010-75-0, OCLC 881028667)
- « The New Politics of Butch » dans Ivan Coyote et Zena Sharman, Persistence : all ways butch and femme, Arsenal Pulp Press, 2011 (ISBN 978-1-55152-397-2 et 1-55152-397-3, OCLC 669754853)
- « A Tale of Two Hangouts: Gay & Lesbian Civil Wars in the '70s » dans Chris Freeman et James J. Berg, Love, West Hollywood : reflections of Los Angeles, Alyson Books, 2008 (ISBN 978-1-59350-055-9 et 1-59350-055-6, OCLC 182529237)
- « Cheap Gold: a seduction » dans Karen X. Tulchinsky, Hot & bothered 2 : short short fiction on lesbian desire, Arsenal Pulp Press, 1999 (ISBN 1-55152-068-0 et 978-1-55152-068-1, OCLC 45841326)
- « Camp Fires » dans Nancy Manahan, On my honor : lesbians reflect on their scouting experience, Madwoman Press, 1997 (ISBN 1-886231-02-8 et 978-1-886231-02-3, OCLC 37533960)
- « A Tale of Two Brothers » dans Lynne Yamaguchi Fletcher, Tomboys! : tales of dyke derring-do, Alyson Publications, 1995 (ISBN 1-55583-285-7 et 978-1-55583-285-8, OCLC 34413367)
- « Conversation With A Gentleman Butch » dans Roxxie, Lily Burana et Linnea A. Due, Dagger : on butch women, Cleis Press, 1994 (ISBN 0-939416-82-4, 978-0-939416-82-0 et 0-939416-81-6, OCLC 29751656)
- « Butches, Lies & Feminism » dans Joan Nestle, The persistent desire : a femme-butch reader, Alyson Publications, 1992 (ISBN 1-55583-190-7 et 978-1-55583-190-5, OCLC 25412061)
- « My Immaculate Heart » dans Nancy Manahan, Rosemary Curb et Joanne E., Passet, Lesbian nuns : breaking silence, 2013 (ISBN 1-935226-63-0 et 978-1-935226-63-5, OCLC 847126316)
- « Trauma in the Heterosexual Zone » dans Margaret Cruikshank, The Lesbian path, Grey Fox Press, 1985 (ISBN 0-912516-96-8 et 978-0-912516-96-7, OCLC 12134823)

## Prix et distinctions
En 2012, Jeanne Córdova reçoit le prix Lambda Literary, dans la catégorie meilleure « Biographie et autobiographie de lesbienne », pour ses mémoires. La même année, elle reçoit également le Judy Grahn Award pour un livre lesbien de non-fictionnel. Le livre est aussi couronné, en 2013, d'un Golden Crown Literary Society Award pour le meilleur « Histoire courte et essai (Non érotique) » et d'un Stonewall Book Award de la part de American Library Association.
En honneur de la militante, la Fondation du prix Lambda Literary crée la « Bourse Jeanne Córdova » en 2016, puis le prix « Jeanne Córdova pour une non-fiction lesbienne/queer », en 2017.